# Глаурунг
Глаурунг (синд. Glaurung) — в легендариуме Дж. Р. Р. Толкина первый из урулоки — бескрылых огнедышащих драконов Средиземья, предположительно — предок всех остальных (поэтому в легендариуме известен как Отец Драконов). Создан Морготом.
Участвовал в Дагор Браголлах (Битве Внезапного Пламени), Нирнаэд Арноэдиад (Битве Бессчётных Слез) и разрушении Нарготронда. Многочисленное потомство Глаурунга (также бескрылое) приняло участие в уничтожении Гондолина.
Имел гипнотические способности, которыми пользовался, чтобы затуманивать разум, порабощать и контролировать других существ. Однако имел слабость: его брюхо не было заковано в броню из чешуи, как это было с драконами, появившимися на свет после него, что и привело его к смерти.  
Глаурунг был убит на реке Тейглин Турином Турамбаром.

## Литературная критика
Образ Глаурунга, в особенности эпизод его гибели от руки Турина, основан на сюжете о драконе Фафнире и его убийстве героем Сигурдом из «Саги о Вёльсунгах». Оба дракона сторожат сокровища, имеют злобный и коварный нрав, а также обладают способностью парализовать волю противника. Герои используют против них перекованные мечи и убивают, нанеся удары снизу. Фафнир перед смертью предсказывает ужасное будущее, Глаурунг — раскрывает страшную правду.

## Первое появление
После поражения в Славной Битве, Дагор Аглареб, а также после разгрома орды орков Фингоном, Моргот понял, что орки сами по себе не смогут противостоять нолдор. Тогда ему пришла мысль о создании новых существ для усиления своего войска. Так появился Глаурунг, который впервые вышел из врат Ангбанда около 250 года Первой Эпохи. В то время он ещё не достиг и половины своей будущей мощи, но даже тогда эльфы бежали перед ним на склоны Эред Ветрин и Дортониона. Так, Глаурунг осквернил зелёные поля Ард-Галена. Тогда Фингон выступил против него с конными лучниками. Эльфийская конница взяла Глаурунга в кольцо. Он не мог противостоять их стрелам, потому что броня его тогда ещё не достигла полной прочности. Поэтому Глаурунг бежал в Ангбанд и не показывался почти двести лет. Тем не менее, Моргот остался недоволен преждевременной атакой Глаурунга.

## Участие в Дагор Браголлах и Нирнаэт Арноэдиад

### Дагор Браголлах
В 450 году П. Э. началась Дагор Браголлах, Битва Внезапного Пламени. Тангородрим изверг огромные реки пламени, которые заполнили весь Ард-Гален, превратив его в бесплодную пустыню. Впереди этого огня шёл Глаурунг, который к тому времени достиг своей полной силы. Благодаря рекам пламени и мощи Глаурунга, которой не могли противостоять эльфы, а также поддержке балрогов и орков, защитники Дортониона и крепостей Эред Ветрин были ошеломлены и разбиты.

### Нирнаэт Арноэдиад
В 473 году Первой эпохи началась Нирнаэт Арноэдиад. В ходе битвы войска Моргота оказались на грани поражения, поэтому ему пришлось бросить в бой последние резервы Ангбанда, в числе которых были драконы во главе с Глаурунгом. Сила и могущество его теперь были огромны, и он прошёл сквозь войска Маэдроса и Фингона, уничтожая всё на своем пути. Эльфы и люди не могли противостоять огню, из всех сил восточной армии лишь гномы Белегоста смогли не только устоять против атаки дракона, но и взяли его в кольцо. Против змея выступил повелитель гномов Азагхал, владыка Белегоста. Глаурунг сразил его, однако Азагхал последним своим ударом вонзил кинжал в брюхо дракона, которое, в отличие от его брони, что была прочнее стали, было уязвимым. Рана оказалась столь глубокой, что Глаурунг бежал с поля битвы, и твари Ангбанда в панике последовали за ним. Действия гномов спасли отступающую восточную армию от полного уничтожения.

## Разрушение Нарготронда и смерть от руки Турина Турамбара
В 496 году Глаурунг во главе войска Моргота прополз через Анфауглит, осквернил Эйтель Иврин и сжёг Хранимую равнину между Тейглином и Нарогом. Эльфы Нарготронда, которых вели Турин и Ородрет, вышли на бой и потерпели поражение. Дракон встретил Турина и зачаровал его, так что он не пошёл спасать пленённую Финдуилас, но вернулся в Хитлум искать мать и сестру Ниэнор. После этого Глаурунг выжег окрестности, прогнал орков и лег отдыхать среди сокровищ Нарготронда. Позже он наложил на Ниэнор, пришедшую к Нарогу искать Турина, заклятье мрака и забвения.
В 501 году, узнав, что Турин в Бретиле, дракон оставил Нарготронд и приполз к его границам. Выйдя ему навстречу, Турин сумел забраться на отвесный берег Тейглина, где лежал дракон, и вонзил свой меч Англахэл в его брюхо, когда он перебирался через расщелину. Перед смертью Глаурунг успел снять чары с Ниэнор, и она покончила с собой, узнав, что её мужем был её собственный брат.
То место, где издох змей, почернело, и там не росла никакая трава.